# Bøgeskov
Bøgeskov – miasto w Danii, w regionie Dania Południowa, w gminie Fredericia.